# 竹中治
竹中 治（たけなか おさむ、1900年4月10日 - 1967年4月15日）は、日本の実業家。ジャパンライン（現商船三井）創業者・初代社長。

## 人物
和歌山県和歌山市出身。東京商科大学（現一橋大学）卒業後、商工省入省。小学校で両親を失い、家庭教師をしながら大学に通った。
その後退官し、1937年日東鉱業汽船設立。海運業のほか証券業、新聞業、石油、ガス、石炭、金属、不動産、化学などを幅広い事業を手がける。
戦後1947年に日東商船創立。1964年大阪商船との合併交渉が決裂し、大同海運と合併し、ジャパンライン設立、同社社長に就任。
1956年の第4回参議院議員通常選挙に全国区から自由民主党公認で立候補したが落選した。
また1957年東亜石油取締役に就任、1959年日本液化ガス輸送社長に就任。
1967年東邦大学付属大橋病院（現東邦大学医療センター大橋病院）で脳出血のため死去。
政府に頼る海運業界の姿勢を批判。業界では異端児とされ、業界団体である日本船主協会にもあまり出席しなかった。